# 襄汾站
襄汾站位于中华人民共和国山西省临汾市襄汾县新城镇，是同蒲铁路上的火车站，建于1935年，由中国铁路太原局集团侯马车务段管辖。

## 歷史
- 建于1935年。

## 車站周邊
- 中国邮政储蓄银行襄汾县支行
- 中国电信襄汾县新建路营业厅
- 襄汾县食品药品监督管理局
- 襄汾县中小企业局
- 中国邮政储蓄银行新建南路支行
- 中国邮政储蓄银行新建中路支行
- 中国联通襄汾城北专营店
- 襄汾县住房保障和城乡建设管理局
- 襄汾县工商局
- 襄汾县财政局
- 襄汾二中
- 襄汾客运东站
- 滨河大酒店
- 襄汾县交通运输局
- 襄汾县人民政府
- 中国移动府前街营业厅
- 中国联通襄汾中心营业厅
- 中国建设银行襄汾支行
- 襄汾农商银行新建路储蓄所
- 襄汾县文物旅游局
- 襄汾县质量技术监督局

## 外部連結
- 中国铁路客户服务中心（页面存档备份，存于）